# Eleanor H. Porter
Eleanor Hodgeman Porter, wł. Eleanor Emily Hodgman Porter, z domu: Eleanor Emily Hodgman (ur. 19 grudnia 1868 w Littleton (New Hampshire), zm. 21 maja 1920 w Cambridge) – pisarka amerykańska. 
Przygotowywała się do zawodu muzyka i studiowała w konserwatorium. Tworzyła powieści, głównie dla dzieci; pisała również romanse.
Jej najsłynniejszą książką jest Pollyanna, wydana w 1913. Przygody głównej bohaterki kontynuowała w powieści pt. Pollyanna dorasta (Pollyanna Grows Up) wydanej dwa lata później. Napisała także Pannę Billy oraz Przejść przez strumień.